# 金井紀年
金井 紀年（かない のりとし、1923年（大正12年）2月25日 - 2017年（平成29年）4月22日）とは、日本の実業家。共同貿易元社長。アメリカ合衆国における寿司ブームの仕掛人とされる。日本食海外普及功労者表彰・農林水産大臣賞受賞。また在外日本人選挙権訴訟原告団長を務め、日本国籍の在外投票実現に尽力した。

## 人物・経歴
東京府豊多摩郡落合村 (現東京都新宿区下落合) で文部省官僚の父と、教員の母の下に3男として生まれる。10歳から柔道を始める。講道館柔道4段。
東京府立第九中学校（現東京都立北園高等学校）を経て、1941年東京商科大学（現一橋大学）予科入学。予科在学中の1943年に学徒出陣し、栃木県宇都宮市の大日本帝国陸軍東部第40砲兵連隊に入営。シンガポールの昭南陸軍経理学校で経理を学んだのち、大日本帝国陸軍主計少尉として第15軍貨物本廠に配属され、ビルマでインパール作戦の食糧兵站活動に従事。流通や料理法、カロリー計算等を習得。日本の降伏後はビルマの首都ラングーンから脱出し、一命をとりとめる。1年間、ムドン捕虜収容所で連合国の捕虜として生活し、泰緬鉄道の撤去作業に従事した。
その後日本に復員、一橋大学に復学し経済学部を卒業。柔道部所属。大学在学中に屋根瓦製造業を起業したが、売掛金回収に失敗し多額の借金を負う。
貿易商を志すが、日本軍で上官が部下を見捨てて逃走した経験から、組織への不信感が募り、商社への就職を厭うようになる。そこで、住宅建材製造業やディーゼル自動車部品製造業、中古車組立販売業を起こして、2年で大学時代の債務を返済したのち、陸軍で経験した食糧の流通業に携わることを志し、母の群馬県女子師範学校の同窓の夫であった石井忠平に相談し、2人で日本食卸売業の「東京共同貿易株式会社」を創業。
1964年（昭和39年）、家族でアメリカ合衆国カリフォルニア州ロサンゼルスに移住した。1976年共同貿易（Mutual Trading Co., Inc）代表取締役社長に就任。当初は在米日本人向けの食糧輸入ののち、東ハトのハーベストクッキーや薄焼煎餅の輸入や、アメリカ製食器の日本への輸出を行っていた。
その後、千代田区神田の江戸前寿司屋に連れて行ったユダヤ系アメリカ人従業員のアドバイスを得て、食材や寿司職人をアメリカ合衆国に運び、リトル・トーキョーで日本食料亭「川福」に握り寿司バーを開き、握り寿司をアメリカで初めて紹介するなど、日本料理のアメリカ合衆国への輸入事業を展開し、寿司ブームの仕掛人とされた。栄菊カフェ及び東京會舘でも寿司コーナーを開設し、東京會館の寿司コーナーでは、寿司職人真下一郎によりカリフォルニアロールが考案された。
寿司職人との相談や資金援助も行い、2008年には寿司職人養成のため米国寿司調理師学校を設立した。
1990年代には、海外在住者投票制度の実現をめざす会会長として在外投票実現運動を行う。在外日本人選挙権訴訟では原告団長を務め違憲判決を獲得した。1994年勲五等双光旭日章受章、2009年旭日小綬章受章。2005年名誉唎酒師酒匠。2007年日本食海外普及功労者表彰・農林水産大臣賞受賞。2011年全米日系人博物館25周年Life Time Achievement Award受賞。
2007年、ミャンマーを訪問し戦死した大学柔道部の戦友を悼む。2008年SIA（Sushi Institute of America）設立。2010年、SAA（Sake School of America）設立。南加日系商工会議所（JCCSC）会頭や、パンアメリカン日系人協会会長、日米文化会館理事、裏千家淡交会ロサンゼルス協会会長、南加群馬県人会会長等も務めた。
共同貿易代表取締役会長在任中の2017年、脳梗塞のためカリフォルニア州ロサンゼルスの介護施設で死去。94歳没。西本願寺羅府別院で、葬儀及びお別れの会が開かれた。

## 出演
- 元陸軍主計少尉 ビルマ、鎮魂の60年（JATV　LA Arts Production. Inc,）
- 和食ドリーム